# جوردان بوتين
جوردان بوتين (بالفرنسية: Jordan Pothain)‏ (مواليد 14 أكتوبر 1994) هو سبّاح فرنسي، مثّل بلاده في الألعاب الأولمبية الصيفية 2016 و2020.

## روابط خارجية
جوردان بوتين على موقع الاتحاد الدولي للسباحة (الإنجليزية)
- جوردان بوتين على موقع SwimRankings.net (الإنجليزية)
- جوردان بوتين على موقع اللجنة الأولمبية الدولية (الإنجليزية)
- جوردان بوتين على موقع أوليمبيديا (الإنجليزية)
- جوردان بوتين على موقع اللجنة الأولمبية الفرنسية (مؤرشف) (الفرنسية)